# IC 2371
IC 2371 је појединачна звијезда у сазвјежђу Рак која се налази на листи објеката дубоког неба у Индекс каталогу.
Деклинација објекта је + 19° 47' 54" а ректасцензија 8h 26m 37,0s.